# 岩田村 (岡山県)
岩田村（いわたそん）は、岡山県吉備郡にあった村。現在の岡山市北区の一部にあたる。

## 地理
足守川（笹ヶ瀬川）支流・日近川の上流域に位置していた。

## 歴史
- 1889年（明治22年）6月1日、町村制の施行により、賀陽郡山上村、石妻村、上高田村が合併して村制施行し、岩田村が発足[1][2]。旧村名を継承した山上、石妻、上高田の3大字を編成[2]。
- 1900年（明治33年）4月1日、郡の統合により吉備郡に所属[1][2]。
- 1956年（昭和31年）3月31日、吉備郡足守町、福谷村、大井村、日近村と合併し、足守町が存続して廃止された[1][2]。合併後、足守町大字山上・石妻・上高田となる[2]。

## 産業
- 農業、林業[2]
- 産物：米、麦、薪炭、木材、葉煙草、野菜[2]